# Líder Fraternal e Guia da Revolução
Líder Fraternal e Guia da Revolução (em árabe: الشقيق القائد ومرشد الثورة) foi um título não-oficial mantido pelo ex-líder líbio Muammar Gaddafi, que afirmava ser apenas uma figura simbólica da estrutura de governança oficial do país. No entanto, os críticos há muito o descrevera, como um demagogo, referindo-se a sua posição como um antigo cargo político de jure, apesar da negação do mesmo de manter qualquer poder. 
O cargo foi abolido em 20 de outubro de 2011, quando Gaddafi foi morto pelos líderes rebeldes durante a Primavera Árabe.

Bandeira da Líbia (1977–2011)